# 유 피플
"유 피플"(영어: You People)은 2023년 공개된 미국의 버디 코미디 영화이다. 각본가 케냐 배리스의 영화 감독 데뷔작이며, 그가 각본에 역시 참여했다.